# David Young (basket-ball)
Pour les articles homonymes, voir David Young.
David Young, né le 19 août 1981 à New Castle, Pennsylvanie, (États-Unis), est un joueur de basket-ball professionnel américain. Il mesure 1,95 m.

## Clubs
- 2004-2005 :  Fayetteville Patriots (NBDL)
- 2005-2006 :  Avellino (Lega A)
- 2006-2007 :  Sassari (Lega Due)
- 2007-fin 2007 :  Pau Orthez (Pro A)
- fin 2007:  Agor Alemco Rethymno (ESAKE)
- 2008 :  Aishin Sea Horses
- 2008-2009 :  Scafati Basket
- 2009 :  Trikala
- 2010-2011 :  Jilin Northeast Tigers
- 2011 : San Miguel Beermen